# Hannas schlafende Hunde (Film)
Hannas schlafende Hunde ist ein deutsch-österreichischer Spielfilm aus dem Jahr 2016 von Andreas Gruber mit Nike Seitz, Hannelore Elsner und Franziska Weisz in den Hauptrollen. Es handelt sich um eine Verfilmung des gleichnamigen Romans von Elisabeth Escher, der auf deren eigenen Kindheitserlebnissen beruht.
Premiere war auf der Diagonale 2016. Der österreichische Kinostart erfolgte am 1. April 2016, in Deutschland kam der Film am 9. Juni 2016 in die Kinos. Im BR Fernsehen wurde der Film am 19. August 2019 erstausgestrahlt, ORF-Premiere war am 8. Mai 2020 im Rahmen des Programmschwerpunkts anlässlich 75 Jahre Ende Zweiter Weltkrieg.

## Handlung
Die neunjährige Johanna Berger wächst Ende der 1960er-Jahre als katholisches Mädchen in Wels in Oberösterreich auf, wo sie mit ihrer Mutter Katharina, ihrem Vater Franz und ihrem Bruder lebt. Sie singt für ihr Leben gerne, allerdings verbieten ihr ihre Eltern alles, was Freude bereitet. Ihre Mutter achtet stets darauf, nicht aufzufallen und die üblichen Gepflogenheiten, wie den sonntäglichen Kirchgang, einzuhalten. Der kleinen Hanna werden Bescheidenheit, Anpassung und Zurückhaltung als wichtige Tugenden vermittelt. 
Nachdem sie ahnt, dass die Familie ein Geheimnis vor ihr verbirgt, will sie wissen, woher sie stammt und was es mit der Ablehnung, die ihr immer wieder entgegenschlägt, auf sich hat. Hanna beginnt Nachforschungen anzustellen und gelangt zu der Erkenntnis, dass sie jüdischer Abstammung ist. Sie vertraut sich ihrer erblindeten Großmutter Ruth an, die sich daran erinnern kann, wer im Zweiten Weltkrieg mit den Nationalsozialisten kollaborierte und deren Ideologien immer noch teilt. Ihr Augenlicht verlor Ruth durch den Blitz einer Granate, als der Hausmeister ihr seinerzeit den Zutritt zum Luftschutzkeller verwehrte.
Hanna beginnt, den Grund für das Verhalten und die Ängste ihrer Mutter zu verstehen, die auf keinen Fall schlafende Hunde wecken möchte, nachdem auch über zwanzig Jahre nach Kriegsende der Nationalsozialismus noch immer in den Köpfen einiger Menschen verankert ist. Andererseits möchte sich das junge Mädchen nicht verstecken und ihre Identität verleugnen. Unterstützt von ihrer Großmutter, die sich als einzige in der Familie gegen die verlogen zur Schau getragene Normalität in der Nachkriegszeit auflehnt, beginnt Hanna, den Kreislauf der Angst, der in ihrer Familie noch immer alle lähmt, zu durchbrechen. Gemeinsam entlarven sie die Scheinheiligkeit der Gesellschaft und auch das Böse, das sich inmitten der Ortsbewohner ungestraft weiter verbreiten konnte. Die Familie beginnt endlich, die Vergangenheit aufzuarbeiten.

## Produktion und Hintergrund
Die Dreharbeiten fanden vom 13. Oktober 2014 bis zum 21. April 2015 statt, gedreht wurde in München, Wels und Linz. Produziert wurde der Film von der deutschen Enigma Film, Koproduzenten waren die österreichische Provinz-Film International und die Münchner Mixtvision. Beteiligt waren Arte, der Österreichische und der Bayerische Rundfunk.
Unterstützt wurde die Produktion vom Österreichischen Filminstitut, von Filmstandort Austria, dem Land Oberösterreich, dem FilmFernsehFonds Bayern und dem Deutschen Filmförderfonds.
Für das Kostümbild zeichnete Tina Keimel-Sorge verantwortlich, für das Szenenbild Oliver Hoese und Bettina Zirngibl, für den Ton Torsten Heinemann und für das Maskenbild Tatjana Krauskopf und Aurora Hummer.
Regisseur Andreas Gruber sah seinen Film als Fortsetzung von Hasenjagd – Vor lauter Feigheit gibt es kein Erbarmen (1994). Elisabeth Escher, die Buchautorin der Romanvorlage, war Komparsin bei einer Szene, die in der Kirche St. Severin in Linz gedreht wurde.

## Rezeption
Katrin Nussmayr schrieb in der Tageszeitung Die Presse: „Die Stimmung ist trist, das Tempo allzu gemächlich, als die schlafenden Hunde der Vergangenheit nach und nach geweckt werden. Der Film strotzt vor symbolischen Andeutungen, die alle gewissenhaft aufgelöst werden.“ Für die wenigen heiteren Momente sorge Hannelore Elsner, die ihre Wut hinter einer stoischen Miene und spöttischen Bemerkungen verbirgt.
Die Jugendmedienkommission befand, dass Gruber ungeschönt und schnörkellos ein Sittenbild der späten 60er Jahre zeichne. Dank eines hervorragenden Settings und detailreicher Ausstattung gelinge es, den Nachkriegsmief dieser Zeit deutlich zu vermitteln. Der Film sei formal sehr gut und spannend inszeniert und besteche durch die herausragenden schauspielerischen Leistungen der Darsteller. Die mutige Hanna sei eine wunderbare Identifikationsfigur für junge Menschen.
Manfred Riepe (epd Film) war der Meinung, dass Franziska Weisz und Rainer Egger als verhuschtes Elternpaar überzeugten. Nike Seitz agiere als aufgeweckte Neunjährige nie wie eine altkluge Kinderdarstellerin. Die detailgenaue und stimmige Ausstattung dränge sich nicht in den Vordergrund. Leider gerate die furios beginnende Milieustudie irgendwann aus der Spur, das liege an der Konzentration auf die Schlüsselfigur von Hannas resoluter Oma Ruth.
Die Salzburger Nachrichten schrieben, dass Gruber Schwerfälligkeiten und platte Symbolismen passiert seien. Was ihm aber bedrückend gut gelinge, sei „die Schilderung der bigotten Enge und Verlogenheit dieser Gesellschaft, in der geprügelt und weggeschaut und weiter gehasst wird“. Das Werk sei „ein beunruhigender Film über den Antisemitismus und Fremdenhass einer selbstzufriedenen Gesellschaft, deren Erbe uns bis heute beschäftigt.“

## Auszeichnungen
Bayerischer Filmpreis 2015
- Auszeichnung in der Kategorie Filmmusik (Gert Wilden junior)[16][12]

Shanghai International Film Festival 2016
- Golden Goblet Award in der Kategorie Best Screenplay (Andreas Gruber)[17]